# Abriès-Ristolas
Abriès-Ristolas é uma comuna francesa na região administrativa da Provença-Alpes-Costa Azul, no departamento dos Altos Alpes. Estende-se por uma área de 159.31 km². Em 2010 a comuna tinha 390 habitantes (densidade: 2,4 hab./km²).
Foi criada em 1 de janeiro de 2019, a partir da fusão das antigas comunas de Abriès e Ristolas.